# Irina Petrenko
Irina Anatolsjvna Petrenko, född Varvynets, (ukrainska: Ірина Анатоліївна Петренко), född den 4 juli 1992, är en ukrainsk skidskytt som ingick i det ukrainska damlag som vann silver i stafett vid VM 2017.